# Скарниччи, Джулио
Джулио Скарниччи (итал. Giulio Scarnicci; 5 мая 1913, Флоренция — 13 июля 1973, Рим) — итальянский драматург и сценарист.
В переводах на разные языки пьесы «Икра и чечевица» (в русском переводе — «Моя профессия — синьор из высшего общества») встречается вариант его имени Джулио Скарначчи.

## Общие сведения
По сценариям Скарниччи снято более тридцати фильмов, в том числе фильм ужасов 1960 «Мой друг, доктор Джекил» (пародия на повесть «Странная история доктора Джекила и мистера Хайда» Роберта Стивенсона).
В России известен как соавтор (вместе с Ренцо Тарабузи) популярной пьесы «Моя профессия — синьор из высшего общества», которая ставилась в различных театрах страны. Также по мотивам этой пьесы на Одесской киностудии был снят кинофильм «Миллион в брачной корзине» (1985).

## Память
С 2006 года во Флоренции присуждается Премия имени Скарниччи и Тарабузи «Il Troncio» за значительные достижения в развитии итальянского шоу-бизнеса. Среди лауреатов этой премии — популярный телеведущий Карло Конти.

## Экранизации
- «Миллион в брачной корзине» (1985)
- «Рефери» режиссёра Луиджи Филиппо д’Амико (1974)
- «Рабыня для всех, кроме тебя» режиссёра Джорджо Капитани (1973)
- «Перелётная птица» режиссёра Стено (1972)
- «Страх с косыми глазами» режиссёра Стено (1972)
- «Викинги пришли с юга» режиссёра Стено (1971)
- «Дело Коза Ностра» режиссёра Стено (1971)
- «Armiamoci e partite» режиссёра Нандо Чичеро (1971)
- «Пересадка» режиссёра Стено (1970)
- «Свисток в носу» режиссёра Уго Тоньяцци (1967)
- «Чужая женщина всегда красива» режиссёра Марино Джиролами (1963)
- «Его жена» режиссёра Уго Тоньяцци (1961)
- «Мой друг, доктор Джекил» режиссёра Марино Джиролами (1960)
- «Два сержанта» режиссёра Карло Альберто Кьеза (1951)